# Sanlá de Masreca
Sanlá foi um rei de Edom, mencionado na Bíblia. Ele sucedeu Hadade ben Bedade na realeza, aparentemente eletiva, dos edomitas. Ele é descrito como sendo de Masreca e foi sucedido por Saul de Reobote.
O fato da cidade ser mencionada em conexão com o nome do rei, sugere que Edom era uma confederação naquele momento, e a cidade chefe era a metrópole de todo o país.
A data do seu reinado é desconhecida.